# Gabinete do Iêmen
Gabinete do Iêmen refere-se ao órgão governante do Iêmen liderado por Abd Rabbuh Mansur Al-Hadi, que substituiu Ali Abdullah Saleh em 25 de fevereiro de 2012 como o novo Presidente do Iêmen. Ele então selecionou novos membros do governo do Iêmen.
Como parte da Guerra Civil do Iêmen a partir de 2015, a autoridade do gabinete é contestada pelos houthis, que tomaram a capital Saná em uma rebelião armada contra o governo e formaram o Comitê Revolucionário Supremo e o Conselho Político Supremo. 

## História
Em 2012, depois que Saleh deixou o cargo por causa dos protestos da Primavera Árabe em um plano de transição política apoiado pelas Monarquias do Golfo, Abd-Rabbu Mansour Hadi tornou-se presidente interino e supervisionou um diálogo nacional para redigir uma constituição federal mais inclusiva. Em 2014, os houthis avançaram rapidamente para o sul de Sa'dah e tomaram Saná em 21 de setembro com a ajuda de Saleh. Em 2015, Hadi tentou anunciar uma nova constituição federal. Os houthis, que se opuseram à constituição, prenderam-no e obrigaram-no a renunciar. Ele fugiu para Áden, a segunda cidade mais importante do Iêmen, e declarou-a como a "capital provisória" do país e o seu premier e seu Gabinete ali se instalariam. Também pediu à comunidade internacional para intervir, desencadeando a intervenção da coalizão militar árabe liderada pela Arábia Saudita.
Como parte da Batalha de Áden, a cidade e o Palácio al-Maachiq (sede de seu governo) seriam brevemente conquistados pelos houthis, forçando Hadi a fugir do país e exilar-se em Riade, na Arábia Saudita.  O primeiro-ministro Khaled Bahah e sete de seus ministros regressariam a Áden, entretanto, após a recaptura da cidade, reinstalando ali o governo.
A resolução 2201 do Conselho de Segurança das Nações Unidas deplorou a ação unilateral dos houthis, enquanto a resolução 2216 reafirmou a legitimidade de Hadi como presidente do Iêmen.
Apesar de ser reconhecido internacionalmente como o verdadeiro governo do Iêmen, o governo de Hadi é amplamente considerado como um regime fantoche da Arábia Saudita. 